# Raión de Staryadarogui
Staryadarogui (en bielorruso: Старадарожскі раён) es un raión o distrito de Bielorrusia, en la provincia (óblast) de Minsk. 
Comprende una superficie de 1 370 km².
El centro administrativo es la ciudad de Staryya Darohi.

## Demografía
Según estimación 2010 contaba con una población total de 21 937 habitantes.

## Subdivisiones
Comprende la ciudad subdistrital de Staryya Darohi y siete consejos rurales:
- Drazhna
- Nóvyya Darohi
- Palazhévichy
- Páseka
- Staryya Darohi
- Shchýtkavichy
- Yázyl